# Antonio da Noli
«Антоніо да Нолі» (італ. Antonio da Noli) — ескадрений міноносець типу «Навігаторі» Королівських ВМС Італії часів Другої світової війни.

## Історія творення
Корабель був закладений 27 липня 1927 на верфі «Cantieri Navali del Tirreno e Riuniti» у Сестрі-Леванте. Свою назву отримав на честь генуезького мореплавця XV століття Антоніо да Нолі. Спущений на воду 21 травня 1929 року, вступив у стрій 29 грудня 1929 року.
Під час випробувань вияснилось, що «Антоніо да Нолі», як і інші однотипні кораблі, має проблеми з остійністю. У червні 1930 року корабель прибув на завод-виготовлювач, де була проведена так звана «перша модернізація». Роботи були завершені у вересні 1930 року.

## Історія служби

### Довоєнна служба
1 грудня 1930 року з Ла-Спеції вийшла велика ескадра есмінців типу «Навігаторі» (в тому числі «Антоніо да Нолі»), яка забезпечувала трансатлантичний переліт з Італії до Бразилії 12 гідролітаків генерала Італо Бальбо. Кораблі повернулись до Італії у березні 1931 року.
Протягом 1936—1938 років «Антоніо да Нолі» брав участь у підтримці франкістів під час громадянської війни в Іспанії.
З 19 травня по 10 вересня 1939 року корабель проходив 2-гу модернізацію, після завершення якої був зарахований до XIV ескадри есмінців і базувався в Таранто.

### Друга світова війна
Зі вступом Італії у Другу світову війну «Антоніо да Нолі» разом з «Леоне Панкальдо», «Ланцеротто Малочелло» та «Уголіно Вівальді» був включений до складу XIV ескадри есмінців, яка базувалась в Таранто. Ескадра залучалась в основному до супроводу конвоїв до Північної Африки та постановки мін.
Під час бою біля Калабрії 9 липня 1940 року «Антоніо да Нолі» через поломку змушений був повернутись в порт і не взяв участі у битві.
1 серпня есмінці «Антоніо да Нолі», «Уголіно Вівальді», «Емануеле Пессаньо», «Ніколозо да Рекко», та «Антоніотто Узодімаре» здійснювали протичовнове патрулювання, під час якого був потоплений британський підводний човен «Освальд».
З 31 серпня по 2 вересня «Антоніо да Нолі», «Ав'єре», «Віченцо Джоберті», «Каміча Нера», «Антоніотто Узодімаре» та «Емануеле Пессаньо» супроводжували конвой із траспортних суден «Вікторія», «Нептунія» та «Очеанія», який рухався з Триполі до Таранто. Незважаючи на атаку підводного човна «Апхолдер», конвой успішно досягнув цілі.
7-8 жовтня «Антоніо да Нолі» разом з «Лука Таріго» і «Уголіно Вівальді» здійснили постановку мін біля мису Бон. Згодом на цих мінах підірвався британський есмінець «Гіперіон».
11-12 жовтня «Антоніо да Нолі» був у складі ескадри, яка брала участь в бою біля мису Пассеро.
14-15 грудня «Антоніо да Нолі» разом з есмінцями «Уголіно Вівальді», «Аскарі», «Карабіньєре» та крейсерами «Банде Нере» і «Альберто да Джуссано» супроводжував конвой з трьох транспортів «Конте Россо», «Есперія» і «Марко Поло». Конвой успішно перейшов з Палермо до Триполі.
7-8 січня 1941 року есмінці «Антоніо да Нолі», «Уголіно Вівальді», «Ланцеротто Малочелло», «Лука Таріго» та міноносці «Вега» і «Саджіттаріо» здійснили постановки мінних полів «X 2» та «X 3» (в кожному по 180 мін) поблизу мису Бон.
22-24 січня есмінці «Антоніо да Нолі», «Уголіно Вівальді», «Ланцеротто Малочелло», «Лука Таріго», «Фречча» і «Саетта» супроводжували з Неаполя в Триполі конвой з 4 транспортів — «Конте Россо», «Есперія», «Вікторія» і «Марко Поло». Під час переходу конвой був безрезультатно атакований британським підводним човном «Юнік».
19-23 лютого есмінці «Антоніо да Нолі», «Ав'єре», «Дженьєре» та міноносець «Касторе» супроводжували з Неаполя до Триполі конвой з німецьких транспортів «Анкара», «Марбург», «Райхенфельс» і «Кібфельс».
5 березня 1941 року «Антоніо да Нолі», «Лампо», «Фольгоре», «Уголіно Вівальді», «Ланцеротто Малочелло» супроводжували німецькі транспорти «Анкара», «Рейхенфельс», «Марбург» і «Кібфельс» з Неаполя в Лівію.
2-4 квітня есмінці «Антоніо да Нолі», «Уголіно Вівальді» та «Ланцеротто Малочелло» супроводжували з Триполі в Неаполь судна «Анкара», «Рейхенфельс», «Марбург» і «Кібфельс» і «Галілея».
У середині квітня «Антоніо да Нолі» брав участь в рятувальній операції з порятунку моряків, вцілілих під час бою за конвой «Таріго».
Протягом літа 1941 року «Антоніо да Нолі» надалі здійснював супровід конвоїв у Північну Африку. 29 серпня «Антоніо да Нолі», «Ав'єре», «Каміча Нера», «Віченцо Джоберті», «Антоніотто Узодімаре» та «Емануеле Пессаньо» супроводжували конвой з трьох лайнерів «Вікторія», «Нептунія» та «Очеанія». 30 серпня конвой без пригод дістався до Триполі і 2 вересня повернувся до Італії. Оскільки операція пройшла успішно, її вирішили повторити.
На початку вересня британська авіарозвідка помітила лайнери в Таранто, що говорило про те, що готується новий конвой. 15 вересня британці перехопили та розшифрували серію німецьких та італійських радіограм, в яких містилась інформація про час виходу та курс конвою. На перехоплення були відправлені 4 підводні човни: «Апрайт», «Апхолдер», «Анбітн» та «Урсула».
16 вересня конвой у складі суден «Вулканія», «Нептунія» та «Очеанія» у супроводі есмінців «Антоніо да Нолі», «Емануеле Пессаньо», «Віченцо Джоберті» та «Антоніотто Узодімаре» вийшли в море. Вранці 17 вересня підводний човен «Анбітн» помітив конвой. Він не зміг його атакувати, але передав радіограму іншим човнам. 18 вересня «Апхолдер» торпедував та потопив судна «Нептунія» та «Очеанія». «Апрайт» був атакований есмінцями супроводу і не зміг атакувати конвой. Підводний човен «Урсула» випустив торпеди по «Вулканії», але вони влучили в ціль. «Антоніо да Нолі» залишився на місці катастрофи і врятував 682 чоловік. Загалом було врятовано більше 6500 чоловік, загинуло 384 людини. Після нетривалої стоянки в Триполі розгромлений конвой 22 вересня повернувся в Неаполь.
Весь жовтень та листопад «Антоніо да Нолі» разом з іншими есмінцями перевозив війська в Бенгазі. Становище з постачанням військ в Північній Африці ставало критичним, і командування італійським флотом вирішило провести 2 конвої з сильною охороною. Під час супроводу конвою 19-21 листопада був сильно пошкоджений крейсер «Дука дельї Абруцці». «Антоніо да Нолі» разом з крейсером «Джузеппе Гарібальді» та іншими есмінцями прибув йому на допомогу. Незважаючи на постійні ворожі авіанальоти, італійські кораблі дістались до свого порту.
14 грудня розпочалась підготовка нового конвою, який складався з 4 великотоннажних кораблів «Монджіневро», «Наполі», «Веттор Пізані» та «Анкара».
З 16 по 19 грудня «Антоніо да Нолі» брав участь в конвойній операції «M 42». В дальньому та ближньому супроводі перебував практично весь лінійний італійський флот. В той же час сильне британське з'єднання супроводжувало танкер, який прямував на Мальту. В результаті відбулась перша у затоці Сидра. Тактично це була нічия — обидва конвої без втрат дістались до своїх цілей, але стратегічно це була моральна перемога італійського флоту після місяців невдач та важких втрат.
В наступній подібній операції «M 43», яка тривала з 3 по 5 січня, «Антоніо да Нолі» був у дальньому прикритті головних італійських сил. Операція пройшла успішно, конвой без втрат дістався до Африки. Криза з постачанням військ Осі була подолана.
22 січня «Антоніо да Нолі» взяв участь в конвойній операції «T. 18», під час якої конвой з 5 транспортів вирушив в Африку під прикриттям 6 есмінців. Під час переходу 24 січня конвой був атакований британськими торпедоносцями «Фейрі Сордфіш», яким вдалось потопити один транспорт. Решта кораблів успішно досягли цілі.
21-22 лютого есмінці «Антоніо да Нолі», «Альпіно», «Альфредо Оріані» та крейсери «Тренто», «Горіція» та «Джованні делле Банде Нере» супроводжували конвой «K 7», який складався з 5 транспортів та танкера. Конвой успішно доставив вантажі та паливо в Африку.
11 квітня, під час руху в тумані, «Антоніо да Нолі» зіткнувся з пароплавом «Онестас» та отримав серйозні пошкодження. Корабель ремонтували спочатку в Бріндізі, а потім в Ла-Спеції. Під час ремонту на кораблі було встановлене додаткове зенітне озброєння.
Есмінець повернувся у стрій 15 серпня 1942 року. Він спочатку супроводжував конвой в Егейському морі, а потім повернувся на північно-африканський маршрут, здійснюючи супровід конвоїв та постановки мін.
2 грудня есмінець взяв участь в бою біля Скеркі-Бенк, а після бою взяв участь у рятувальній операції, підібравши близько 60 моряків з потоплених кораблів.
У січні-лютому 1943 року «Антоніо да Нолі» здійснював перевезення військ в Туніс. 28 лютого, під час постановки мін біля острова Пантеллерія «Антоніо да Нолі» зіткнувся з есмінцем «Ніколо Дзено». Обидва кораблі зазнали серйозних пошкоджень та стали на ремонт в Ла-Спеції. Ремонт «Антоніо да Нолі» тривав до 31 липня, після його завершення корабель був зарахований до складу XVI ескадри есмінців.

### Загибель
Після капітуляції Італії «Антоніо да Нолі» та «Уголіно Вівальді» отримали наказ з'єднатись з головними силами флоту та йти на Мальту. 9 вересня 1943 році кораблі увійшли в протоку Боніфачо, яка розділяє Корсику та Сардинію. О 16:00 кораблі атакували німецькі баржі. Незабаром вони потрапили під обстріл німецьких берегових батарей. О 17:00 в «Антоніо да Нолі» влучили два снаряди. Один влучив в носову частину, інший — в кормову, вивівши з ладу рульове управління. Екіпаж корабля почав рятувальні дії, але корабель потрапив на мінне поле, де від вибуху міни розламався навпіл та затонув. Загинуло 218 членів екіпажу. Кораблі супроводу врятували 39 моряків.
Загалом за час війни «Антоніо да Нолі» здійснив 208 місій, пройшовши 70 450 миль.